# Paratrichobius longicrus
Paratrichobius longicrus är en tvåvingeart som först beskrevs av Ribeiro 1907.  Paratrichobius longicrus ingår i släktet Paratrichobius och familjen lusflugor. Inga underarter finns listade i Catalogue of Life.